# Volcano : Sous le feu du volcan
 (novembre 2014).
Si vous disposez d'ouvrages ou d'articles de référence ou si vous connaissez des sites web de qualité traitant du thème abordé ici, merci de compléter l'article en donnant les références utiles à sa vérifiabilité et en les liant à la section « Notes et références ».
Volcano : Sous le feu du volcan, ou Catastrophe Naturelle : Volcan au Québec (Nature Unleashed: Volcano) est un téléfilm américain réalisé par Mark Roper, sorti directement en vidéo en 2005.

## Synopsis
Russel perd Donna sa femme lors d'une éruption volcanique. Pour lui rendre hommage et faire son deuil, il décide d'aller visiter le village natal de Donna. Il rencontre Sylvia l'institutrice et Antonio qui vont l'aider a découvrir la ville.  Angela ,une jeune fille perturbée qui habite l'ancienne maison de Donna essaie de le prévenir de quelque chose.

## Distribution
Légende : Version Québécoise (V.Q.)
- Chris William Martin (V.Q. : Tristan Harvey) : Russell Woods
- Antonella Elia (V.Q. : Isabelle Lemme) : Sylvia Diablo
- Marnie Alton (V.Q. : Camille Cyr-Desmarais) : Dee Woods
- Joseph Beattie (V.Q. : Patrice Dubois) : Antonio
- Philip Dunbar (V.Q. : Aubert Pallascio) : Père Dominic
- Sarah Malukul : Angela Gailadjela